# Dala (Angola)
Dala – angolskie miasto-hrabstwo nad rzeką Chiumbe, w prowincji Lunda Południowa. W 2014 roku hrabstwo liczyło 29 991 mieszkańców.